# Thomas Dietsch
Thomas Dietsch, né le 8 août 1974 à Croix (Nord), est un cycliste français spécialiste du VTT cross-country. 
Il arrête sa carrière professionnelle à l'issue de la saison 2014.

## Palmarès

### Championnats du monde
- 2e des Championnats du monde VTT marathon (2004)[1]
- 3e des Championnats du monde VTT marathon (2007)[1]

### Coupe du monde
- Vainqueur de la Coupe du monde VTT marathon 2007

### Championnats d'Europe
- Vice-champion d'Europe VTT marathon 2002
- Champion d'Europe VTT marathon (2003 et 2004)

### Championnats de France
- Champion de France VTT cross-country 2000
- Champion de France VTT marathon (2006, 2008, 2009, 2011, 2012, 2013 et 2014)[3]

### Autres
- Vainqueur du Roc d'Azur (2000 et 2001)
- Vainqueur du Grand Raid Cristalp (2007)
- Vainqueur de La Forestière (2000, 2001, 2005, 2007, 2012, 2013, 2014) avec le record de 7 victoires